# 光轴野燕麦
光轴野燕麦（学名：Avena fatua var. mollis）为禾本科燕麦属下的一个变种。

## 扩展阅读
- 維基物種上的相關：光轴野燕麦